# Gleby bielicoziemne

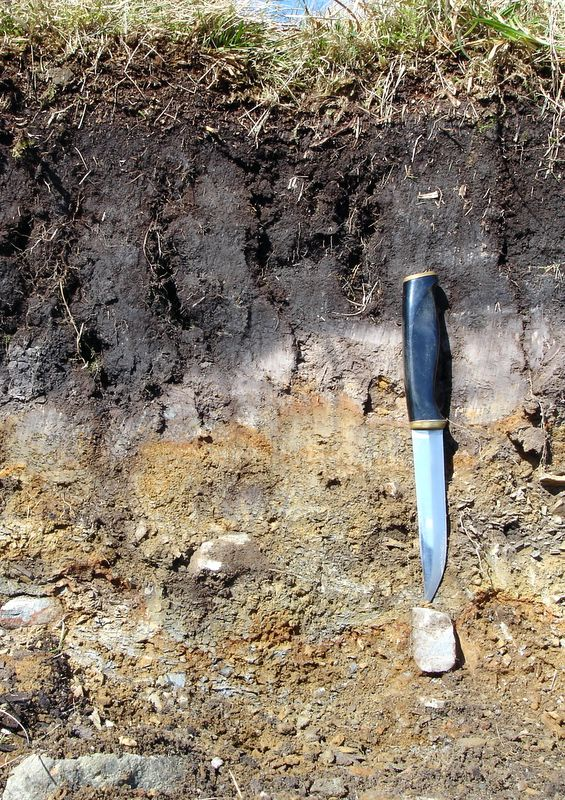
Odsłonięcie profilu glebowego
(ang. Podzol, Walia)

Gleby bielicoziemne – rząd gleb na genezę których ma wpływ przede wszystkim proces bielicowania.

## Charakterystyka
Proces bielicowania polega na wymywaniu z górnych poziomów glebowych produktów rozkładu minerałów glebowych i próchnicy i wytrącaniu się ich w dolnej części profilu glebowego.
Tworzy się przez to charakterystyczny dla tego rzędu układ poziomów: poziom organiczny (O); poziom próchniczny (A, nie występuje w bielicach); biały poziom wymywania albic (Es); rdzawy poziom wzbogacania spodic (Bs); skała macierzysta (C).
Poziomem diagnostycznym dla gleb bielicoziemnych jest poziom spodic. Wytrącają się w nim głównie związki glinu, żelaza i próchnica. Nadają mu one od rdzawej po brunatno-czarną barwę.
Skałą macierzystą gleb bielicoziemnych są ubogie piaski. Odczyn gleby jest kwaśny lub silnie kwaśny. Materia organiczna posiada typ morfologiczny mor lub modermor, charakteryzujący się dominacją kwaśnych, rozpuszczalnych w wodzie kwasów fulwowych. Pojemność sorpcyjna gleby w poziomie albic jest bardzo mała, w poziomie spodic – względnie duża. Kompleks sorpcyjny jest wysycony prawie całkowicie kationami o charakterze kwasowym.
Ze względu na bardzo słabą żyzność gleby, gleby te są zazwyczaj porośnięte przez lasy, najczęściej bór sosnowy, bór świerkowy, rzadziej bór mieszany lub las mieszany.

## Występowanie
Jako gleby strefowe dominują w pasie umiarkowanym chłodnym (w bezmarzłociowej strefie tajgi) – są powszechne na takich obszarach jak: północna Szkocja, środkowa i północna Skandynawia, północna część Niziny Wschodnioeuropejskiej (zlewnia Dwiny), północna część Niziny Zachodniosyberyjskiej (zlewnia środkowego i dolnego Obu), Sajany, zlewnia Amuru, wybrzeża Morza Ochockiego, a także środkowa Kolumbia Brytyjska, środkowa Kanada (pomiędzy Wlk. Jez. Niewolniczym a Jez. Górnym) oraz południowy Płw. Labrador i ujście Rzeki Świętego Wawrzyńca.
Są one również często spotykane w wilgotnej części pasa umiarkowanie ciepłego, głównie w Europie środkowej i fragmentach północnych Appalachów .
W Polsce zajmują one ok. 12% powierzchni kraju i występują na wydmach nadmorskich i śródlądowych, piskach sandrowych i piaskach pradolin i wielkich rzek. Większe ich powierzchnie spotyka się w pradolinie Łeba-Reda, toruńsko-eberswaldzkiej, warszawsko-berlińskiej i głogowskiej; na Pobrzeżu Szczecińskim (Puszcza Wkrzańska, Puszcza Goleniowska), Równinie Tucholskiej (Bory Tucholskie), pomiędzy Skrwą a Wkrą, w Puszczy Zielonej, Puszczy Augustowskiej, Borach Dolnośląskich, na Równinie Opolskiej, pomiędzy rzekami Mała Panew a górna Pilica, na Polesiu Lubelskim, w Puszczy Sandomierskiej i w Lasach Janowskich, oraz w mniejszych płatach w całej Polsce.

## Systematyka
Rząd gleby bielicoziemne w systematyce gleb Polski z 2011 r. dzieli się na dwa typy gleb:
- Rząd 6. Gleby bielicoziemne (L)
  - Typ 6.1. Gleby bielicowe (LW)
  - Typ 6.2. Bielice (B)

W systematyce gleb Polski z 1989 r. do rzędu gleb bielicoziemnych zaliczano również gleby rdzawe. Od 2011 r. powstał dla nich nowy rząd gleb rdzawoziemnych.
W klasyfikacji gleb WRB glebom bielicoziemnym mniej więcej odpowiadają Podzols lub Dystric Albic Arenosols. W USDA Soil Taxonomy – Spodosols.